# Pierre Adam (cyclisme)
Pour les articles homonymes, voir Pierre Adam et Adam.
Pierre Adam, né le 24 avril 1924 dans le 5e arrondissement de Paris, mort le 24 septembre 2012 à Gerde,, est un coureur cycliste français. 
Professionnel de 1949 à 1954, il a été champion olympique de la poursuite par équipes aux Jeux de 1948 à Londres, avec Serge Blusson, Charles Coste et Fernand Decanali.

## Palmarès
- 1947[2]
  - 2e du Grand Prix d'Igny
  - 2e du championnat d'Île-de-France de poursuite
- 1948[2]
  -  Champion olympique de poursuite par équipes (avec Serge Blusson, Charles Coste et Fernand Decanali)
  - Coupe de France sur piste
  - 2e du championnat d'Île-de-France de poursuite
- 1949[2]
  - Champion d'Île-de-France de poursuite
  - 2e de la Coupe de France sur piste
  - 3e de Paris-Verneuil
- 1950
  - 3e du championnat de France de vitesse